# ميتش ليس
ميتش ليس (بالإنجليزية: Mitch Lees)‏ هو لاعب اتحاد الرغبي أسترالي، ولد في 12 أكتوبر 1988 في سيدني في أستراليا.